# 新・演歌名曲コレクション -さすらい慕情-
「新・演歌名曲コレクション -さすらい慕情-」は、2015年7月8日に発売された氷川きよしのアルバム。

## 解説
初回限定盤のAタイプと通常盤のBタイプがリリースされた。ジャケット・スペシャルステッカーはAタイプとBタイプでそれぞれ異なっている。初回限定盤のAタイプには、本アルバム収録「男花」のMVが収録されたDVDが同梱されている。トラック13の「遠めがね」は、作詞家・松井由利夫の遺作となった楽曲で、松井由利夫の七回忌を記念しボーナス・トラックとして収録された。

## 収録曲
出典→
1. 九州恋慕情 [5:03]
作詞：仁井谷俊也
作曲：大谷明裕
編曲：伊戸のりお
2. 石割り桜 [4:15]
作詞：喜多條忠
作曲：蔦将包
編曲：伊戸のりお
3. きよしの大江戸千両纏 [4:09]
作詞：かず翼
作曲：桧原さとし
編曲：石倉重信
4. 男花 [3:28]
作詞・作曲：梅原晃
補作詞：ヒロコウメフジ
編曲：野中"まさ"雄一
5. ナツユキソウ [4:55]
作詞：たかたかし
作曲：四方章人
編曲：伊戸のりお
6. さすらい慕情 [4:36]
作詞：仁井谷俊也
作曲：宮下健治
編曲：丸山雅仁
7. 兄弟船 [3:36]
作詞：星野哲郎
作曲：船村徹
編曲：石倉重信
※原曲歌唱：鳥羽一郎
8. さざんかの宿 [4:44]
作詞：吉岡治
作曲：市川昭介
編曲：石倉重信
※原曲歌唱：大川栄策
9. 沓掛時次郎 [3:35]
作詞：佐伯孝夫
作曲：吉田正
編曲：石倉重信
※原曲歌唱：橋幸夫
10. リンゴ追分 [4:00]
作詞：小沢不二夫
作曲：米山正夫
編曲：石倉重信
※原曲歌唱：美空ひばり
11. 嫁に来ないか [3:45]
作詞：阿久悠
作曲：川口真
編曲：石倉重信
※原曲歌唱：新沼謙治
12. 愛の讃歌 [4:09]
作詞：岩谷時子
作曲：マルグリット・モノー
編曲：石倉重信
※原曲歌唱：越路吹雪
13. 遠めがね [3:34]
作詞：松井由利夫
作曲：水森英夫
編曲：伊戸のりお
※ボーナス・トラック。